# Covington (Tennessee)
Covington és una població dels Estats Units a l'estat de Tennessee. Segons el cens del 2000 tenia 8.463 habitants.

## Demografia
Segons el cens del 2000, Covington tenia 8.463 habitants, 3.199 habitatges, i 2.136 famílies. La densitat de població era de 317,5 habitants/km².
Dels 3.199 habitatges en un 34,1% hi vivien nens de menys de 18 anys, en un 37,9% hi vivien parelles casades, en un 25,4% dones solteres, i en un 33,2% no eren unitats familiars. En el 29,9% dels habitatges hi vivien persones soles el 13,4% de les quals corresponia a persones de 65 anys o més que vivien soles. El nombre mitjà de persones vivint en cada habitatge era de 2,54 i el nombre mitjà de persones que vivien en cada família era de 3,17.
Per edats la població es repartia de la següent manera: un 29,7% tenia menys de 18 anys, un 10,3% entre 18 i 24, un 25,3% entre 25 i 44, un 19,3% de 45 a 60 i un 15,5% 65 anys o més.
L'edat mediana era de 33 anys. Per cada 100 dones de 18 o més anys hi havia 70,8 homes.
La renda mediana per habitatge era de 24.684 $ i la renda mediana per família de 32.213 $. Els homes tenien una renda mediana de 28.964 $ mentre que les dones 20.938 $. La renda per capita de la població era de 14.293 $. Entorn del 25,2% de les famílies i el 27,9% de la població estaven per davall del llindar de pobresa.

## Poblacions més properes
El següent diagrama mostra les poblacions més properes.